# У јесен (књига)
У јесен (норв. Om høsten) је прва од четири књиге есеја који представљају писма нерођеној ћерки норвешког књижевника Карла Увеа Кнаусгора (норв. Karl Ove Knausgǎrd) (1968) објављена 2015. године.
Српско издање књиге У јесен објавила је издавачка кућа "Booka" из Београда 2020. године у преводу Радоша Косовића.

## О аутору
Карл Уве Кнаусгор је рођен 1968. у Ослу. Одрастао је на Трумеји и у Кристијансанду. Похађао је Академију за уметничко писање и студирао историју уметности и књижевност. Радио је као уредник књижевног часописа. Године 1998. дебитовао је романом Ван света (Ute av verden) са којим је постигао велики успех и постао први дебитант који је добио престижну награду норвешке критике „Kritikerprisen“.

## Серијал Квартет о годишњим добима
Серијал "Квартет о годишњим добима" је настао од 2015. до 2016. године. Књиге су насловљене по годишњим добима: У јесен, У зиму, У пролеће и У лето. Кнаусгор прво пише својој нерођеној ћерки а касније и рођеној, објашњава јој и описује свет око себе. Књиге су на неки начин врста лексикона, лична енциклопедија, скривени дијалог писца са светом какав је био, какав је сада и какав би могао бити.

## О књизи
Књигом „У јесен“ аутор почиње да се обраћа нерођеном детету и тада још не зна ни пол свог четвртог детета. Ношен је жељом да опише новом бићу свет око себе.
У јесен је скуп писама, 20 малих есеја за септембар, октобар и новембар, о пробраним појединостима из света који окружује аутора.
Кнаусгор помно прати и посматра све што се око њега догађа и као да из најобичније појаве извлачи неку велику и значајну идеју.
Оно што аутор књиге чини јесте да узима неке најосновније појаве или предмете који се налазе око нас и пише о њима истине које су логичне и прецизне и тачне. Кроз књигу У јесен и кроз цео серијал описује неке најлогичније истине о најједноставнијим предметима и осећањима око нас.

### Писма нерођеној ћерки
Књига садржи три писма нерођеној ћерки а у оквиру сваког од њих су кратки есеји, описи појава, догађаја, предмета...и свега што чини свет око нас.
- Писмо нерођеној ћерки, 28. август

Ово писмо садржи есеје о септембру и чине га текстови о јабукама, осама, пластичним кесама, сунцу, зубима, плискавицама, бензину, жабама, цркви, мокраћи, оквирима, сумраку, пчеларству, крви, грому, жвакама, кречу, змијама, устима и дагеротипији.
- Писмо нерођеној ћерки, 29. септембар

Ово писмо садржи есеје о октобру и чине га текстови о грозници, гуменим чизмама, медузама, рату, стидним уснама, креветима, прстима, лишћу, флашама, њивама, јазавцима, бебама, аутомобилима, самоћи, искуству, вашкама, Ван Гогу, селицама, танкерима и земљи.
- Писмо нерођеној ћерки, 22. октобар

Ово писмо садржи есеје о новембру и чине га текстови о конзервама, лицима, болу, свитању, телефонима, Флоберу, бљувотини, мувама, праштању, дугмадима, термосима, врбама, клозетској шољи, амбулантним колима, Аугусту Зандеру, оџацима, птицама грабљивицама, тишини, бубњевима о очима. 